# Fjällstövlus
Fjällstövlus (Pteroxanium kelloggi) är en insektsart som först beskrevs av Ribaga 1905.  Fjällstövlus ingår i släktet Pteroxanium och familjen fjällstövlöss. Arten är reproducerande i Sverige. Inga underarter finns listade i Catalogue of Life.